# Huỳnh Sáng
Huỳnh Sáng (sinh năm 1960) là thẩm phán Tòa án nhân dân tối cao người Việt Nam. Ông nguyên là Chánh tòa Tòa hình sự Tòa án nhân dân cấp cao tại Thành phố Hồ Chí Minh, Chánh án Tòa án nhân dân tỉnh Khánh Hòa.

## Sự nghiệp
Huỳnh Sáng sinh năm 1960, quê quán ở Diên Điền, Diên Khánh, Khánh Hòa.
Ông gia nhập Đảng Cộng sản Việt Nam vào ngày 25 tháng 5 năm 1982, chính thức ngày 25 tháng 11 năm 1983.
Ngày 26 tháng 5 năm 2010, ông được trao quyết định bổ nhiệm chức danh Thẩm phán Tòa án nhân dân tối cao của Chủ tịch nước Cộng hòa xã hội chủ nghĩa Việt Nam. Tòa án nhân dân tối cao quyết định điều động ông Huỳnh Sáng công tác tại Tòa phúc thẩm TAND Tối cao tại TP. Hồ Chí Minh từ ngày 1-6-2010. Lúc này ông đang là Chánh án Tòa án nhân dân tỉnh Khánh Hòa.
Ngày 7 tháng 9 năm 2015, Chánh án Tòa án nhân dân cấp cao tại Thành phố Hồ Chí Minh bổ nhiệm ông giữ chức vụ Chánh tòa Tòa Hình sự thuộc Tòa án nhân dân cấp cao tại Thành phố Hồ Chí Minh.
Ông là Thẩm phán TAND tối cao, giữ chức vụ Phó Vụ trưởng, Vụ Hợp tác quốc tế TAND tối cao.
Cuối tháng 1 năm 2020, ông thôi giữ chức vụ Chánh tòa Tòa Hình sự TAND cấp cao tại TPHCM.

## Danh hiệu
- Huy hiệu 30 năm tuổi Đảng Cộng sản Việt Nam[1]